# Linyphia sikkimensis
Linyphia sikkimensis är en spindelart som beskrevs av Benoy Krishna Tikader 1970. Linyphia sikkimensis ingår i släktet Linyphia och familjen täckvävarspindlar. Inga underarter finns listade i Catalogue of Life.